# Самсон (герб)
Самсон (пол. Samson, Sampson, Samsun, Watta) — польский дворянский герб.

## Описание
В   голубом поле изображение Самсона, раздирающего пасть льву.

## Герб используют
Башинские (Baszynski)
Барчевские (Barczewski), Барщевские (Barszczewski), Бартошевичи (Bartoszewicz), Белицкие (Bielicki), Биленцкие (Bilecki, Bylecki), Бленцкие (Blencki, Blecki), Борковские (Borkowski), Булевские (Bulewski), Былевские (Bylewski), Халецкие (Chalecki), Довласевичи (Dowlasiewicz), Экснер (Exner), Гашинские (Gaszynski), Грошкевичи (Groszkiewicz), Яблонские (Jablonski), Яромирские (Jaromirski), Карчевские (Karczewski), Кобацкие (Kobacki), Кокалевские (Kokalewski), Корманицкие (Kormanicki), Косицкие (Kosicki, Kosicki Watta), Косинские (Kosinski), Кошицкие (Koszycki), Кубальские (Kubalski), Кульские (Kulski), Курчевские (Kurczewski), Курочицкие (Kuroczycki), Лоецкие (Lojecki), Лоевские (Lojewski), Лучинские (Luczynski), Макаревичи (Makarewicz), Масловские (Maslowski), Масондовичи (Masondowicz), Невмержицкие (Niemierzycki), Олевинские (Olewinski), Отуские (Otuski), Проские (Proski), Росицкие (Rosicki), Росинские (Rosinski), Рожновские (Roznowski), Рыхловские (Rychlowski), Самсоны (Samson), Самсоновичи (Samsonowicz), Скржидлевские (Skrzydlewski), Точиловские (Toczylowski), Ватты (Watta), Закржевские (Zakrzewski), Завадские (Zawadzki).